# Сборная Австрии по футболу на чемпионате Европы 2008 года

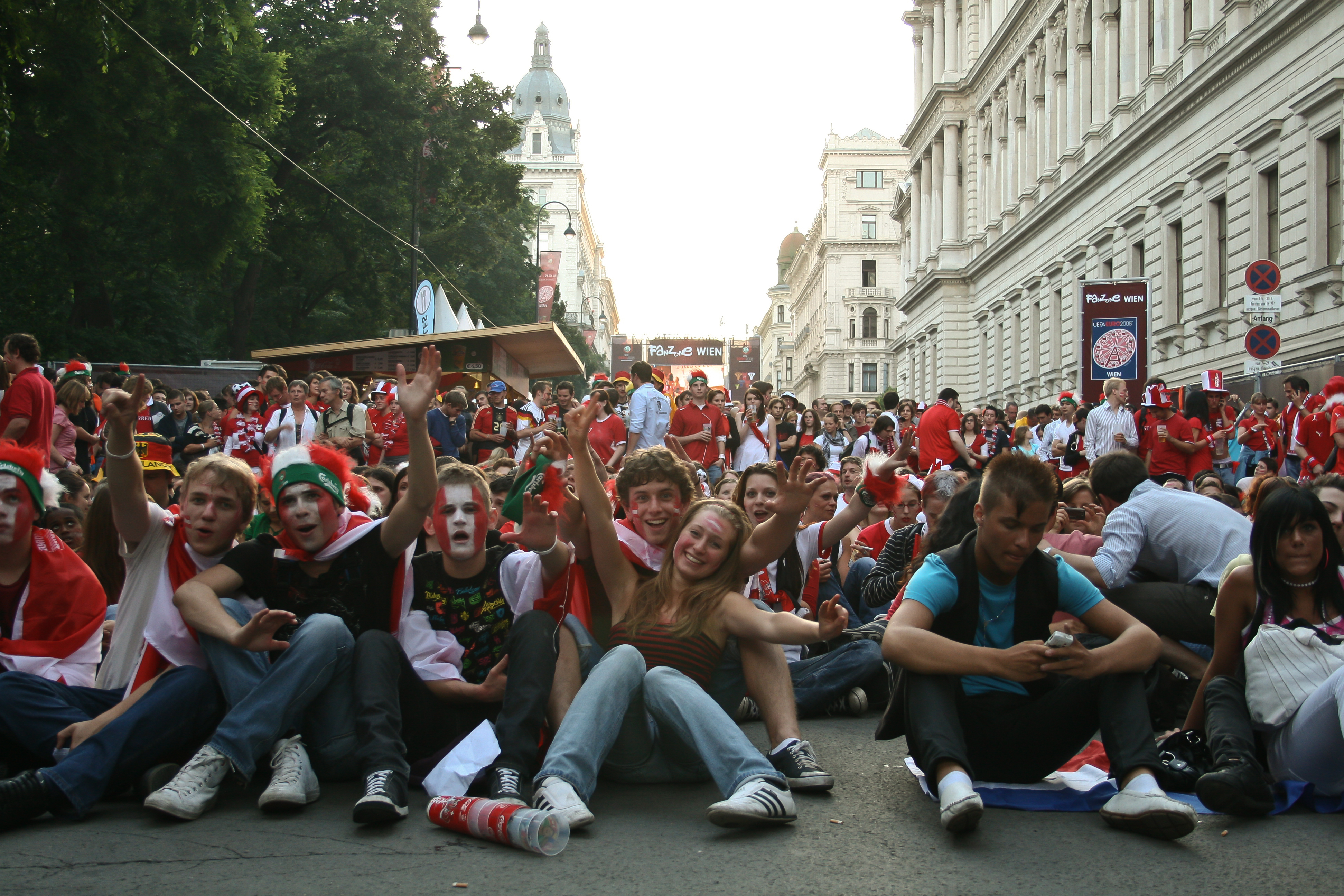
Австрийские фанаты на Евро-2008

Сборная Австрии по футболу на чемпионате Европы 2008 года выступила впервые в своей истории, став участницей международного турнира впервые с 1998 года. Как организатор турнира Австрия была освобождена от обязанностей играть квалификационные матчи и получила достаточно времени для подготовки как всей инфраструктуры, так и национальной команды к финальной части первенства.
На самом первенстве, однако, австрийцы не оправдали ожиданий болельщиков и заняли третье место в группе, опередив польскую сборную только благодаря большей разнице забитых и пропущенных мячей. Единственный гол на том турнире забил ветеран команды Ивица Вастич в конце встречи с Польшей с очень спорного пенальти.

## Подготовка

### Динамика рейтинга ФИФА[1]
Австрийская сборная провела последний официальный матч 12 октября 2005 против Северной Ирландии, одержав победу 2:0, и с этого момента сборная уже не могла набрать достаточное количество очков в рейтинге ФИФА, что за два с лишним года сказалось на итоговом положении сборной. Занимавшая на октябрь 2005 года 74-е место в рейтинге ФИФА до начала Евро-2008 Австрия поднялась до рекордного за тот срок для себя 57-го места в августе 2006 года, но к апрелю 2008 года откатилась на 102-е место. В июне сборная котировалась 92-й в рейтинге ФИФА.

### Список матчей[2][3]
| Дата             | Место      | Соперник          | Счёт |
| ---------------- | ---------- | ----------------- | ---- |
| 1 марта 2006     | Вена       | Канада            | 0:2  |
| 23 мая 2006      | Вена       | Хорватия          | 1:4  |
| 16 августа 2006  | Грац       | Венгрия           | 1:2  |
| 2 сентября 2006  | Ланси      | Коста-Рика        | 2:2  |
| 6 сентября 2006  | Базель     | Венесуэла         | 0:1  |
| 6 октября 2006   | Вадуц      | Лихтенштейн       | 2:1  |
| 11 октября 2006  | Инсбрук    | Швейцария         | 2:1  |
| 15 ноября 2006   | Вена       | Тринидад и Тобаго | 4:1  |
| 7 февраля 2007   | Та'Кали    | Мальта            | 1:1  |
| 24 марта 2007    | Грац       | Гана              | 1:1  |
| 28 марта 2007    | Париж      | Франция           | 0:1  |
| 30 мая 2007      | Вена       | Шотландия         | 0:1  |
| 2 июня 2007      | Вена       | Парагвай          | 0:0  |
| 22 августа 2007  | Вена       | Чехия             | 1:1  |
| 7 сентября 2007  | Клагенфурт | Япония            | 0:0  |
| 11 сентября 2007 | Вена       | Чили              | 0:2  |
| 13 октября 2007  | Цюрих      | Швейцария         | 1:3  |
| 17 октября 2007  | Инсбрук    | Кот-д’Ивуар       | 3:2  |
| 16 ноября 2007   | Вена       | Англия            | 0:1  |
| 21 ноября 2007   | Вена       | Тунис             | 0:0  |
| 6 февраля 2008   | Вена       | Германия          | 0:3  |
| 26 марта 2008    | Вена       | Нидерланды        | 3:4  |
| 27 мая 2008      | Грац       | Нигерия           | 1:1  |
| 30 мая 2008      | Грац       | Мальта            | 5:1  |

### Заявка на Евро-2008
Изначально главный тренер Йозеф Хикерсбергер вызвал 31 игрока для майских сборов и товарищеских матчей. Из-за травм выбыли вратари Хельге Пайер и Кристиан Гратцай, вследствие чего третьим вратарём стал Рамазан Озджан. Состав окончательно был оглашён 28 мая: из состава были исключены Андреас Добер, Андреас Ибертсбергер, Франц Шимер, Маркус Вайссенбергер, Санель Кулич, Штефан Майерхофер и Марк Янко.
| №              | Имя                | Клуб               | Дата рождения    | Возраст | Игр     | Голов   |
| Вратари        | Вратари            | Вратари            | Вратари          | Вратари | Вратари | Вратари |
| -------------- | ------------------ | ------------------ | ---------------- | ------- | ------- | ------- |
| 1              | Алекс Маннингер    | Сиена              | 4 июня 1977      | 31      | 0       | 0       |
| 21             | Юрген Махо         | АЕК (Афины)        | 24 августа 1977  | 30      | 3       | 0       |
| 23             | Рамазан Эзкан      | Ред Булл Зальцбург | 28 июня 1984     | 23      | 0       | 0       |
| Защитники      |                    |                    |                  |         |         |         |
| 2              | Йоахим Штандфест   | Аустрия (Вена)     | 30 мая 1980      | 28      | 1       | 0       |
| 3              | Мартин Штранцль    | Спартак (Москва)   | 16 июня 1980     | 27      | 3       | 0       |
| 4              | Эмануэль Погатец   | Мидлсбро           | 16 января 1983   | 25      | 3       | 0       |
| 12             | Рональд Геркалиу   | Ред Булл Зальцбург | 12 февраля 1986  | 22      | 1       | 0       |
| 13             | Маркус Катцер      | Рапид (Вена)       | 11 декабря 1979  | 28      | 0       | 0       |
| 15             | Себастьян Прёдль   | Штурм              | 21 июня 1987     | 20      | 2       | 0       |
| 16             | Юрген Патокка      | Рапид (Вена)       | 30 июля 1977     | 30      | 0       | 0       |
| 17             | Мартин Хиден       | Рапид (Вена)       | 11 марта 1973    | 35      | 1       | 0       |
| Полузащитники  |                    |                    |                  |         |         |         |
| 5              | Кристиан Фукс      | Маттерсбург        | 7 апреля 1986    | 22      | 1       | 0       |
| 6              | Рене Ауфхаузер     | Ред Булл Зальцбург | 21 июня 1976     | 31      | 3       | 0       |
| 8              | Кристоф Ляйтгеб    | Ред Булл Зальцбург | 14 апреля 1985   | 23      | 2       | 0       |
| 10             | Андреас Иваншиц    | Ред Булл Зальцбург | 15 октября 1983  | 24      | 3       | 0       |
| 11             | Юмит Коркмаз       | Рапид (Вена)       | 17 сентября 1985 | 22      | 3       | 0       |
| 14             | Дьёрдь Гарич       | Наполи             | 8 марта 1984     | 24      | 2       | 0       |
| 19             | Юрген Зоймель      | Штурм              | 8 сентября 1984  | 23      | 3       | 0       |
| Нападающие     |                    |                    |                  |         |         |         |
| 7              | Ивица Вастич       | ЛАСК               | 29 сентября 1969 | 38      | 2       | 1       |
| 9              | Роланд Линц        | Спортинг (Брага)   | 9 августа 1981   | 26      | 2       | 0       |
| 18             | Роман Кинаст       | Хам-Кам            | 29 марта 1984    | 24      | 3       | 0       |
| 20             | Мартин Харник      | Вердер             | 10 июня 1987     | 20      | 3       | 0       |
| 22             | Эрвин Хоффер       | Рапид (Вена)       | 14 апреля 1987   | 21      | 1       | 0       |
| Главный тренер |                    |                    |                  |         |         |         |
| Флаг Австрии   | Йозеф Хикерсбергер | Йозеф Хикерсбергер | 27 апреля 1948   | 60      |         |         |

### Поддержка болельщиков
Несмотря на низкие шансы на выход из группы и уж тем более почти близкую к нулю вероятность на победу в чемпионате, австрийские фанаты упорно верили в возможность сенсации на Евро. Так, 16 мая 2008 в Вене состоялась театральная постановка на стадионе имени Герхарда Ханаппи: при помощи множества волонтёров был воссоздан легендарный матч австрийцев на чемпионате мира 1978 года против Германии, который австрийцы выиграли 3:2, нанеся поражение северным соседям впервые со времён окончания Второй мировой войны. Для поднятия боевого духа местная венская рок-группа Heinz von Wien записывает гимн сборной «Das Wunder von Wien» (с нем. — «Венское чудо»), а режиссёр Давид Шалько снимает псевдодокументальный фильм «Das Wunder von Wien: Wir sind Europameister» (с нем. — «Венское чудо: мы чемпионы Европы»), в котором показывает путь сборной Австрии к чемпионству.

## Матчи
Первый матч чемпионата Европы против Хорватии завершился крайне неудачно: уже на 4-й минуте Эмануэль Погатец нарушил правила в своей штрафной на Ивице Оличе и не только заработал в ворота своей сборной пенальти, но ещё и получил жёлтую карточку. Пенальти уверенно реализовал Лука Модрич, и этот гол стал единственным в матче. Во втором матче против Польши Австрия вырвала ничью 1:1 — на гол из спорного положения вне игры натурализованного бразильца Рожера Геррейро австрийцы ответили в самом конце матча с не менее спорного пенальти Ивицы Вастича. Третий матч против Германии должен был определить, сможет ли Австрия выйти из группы: СМИ призывали игроков повторить «Кордобское чудо» в Вене. Однако Михаэль Баллак оставил австрийцев без шансов на успех своим голом со штрафного, и Австрия вылетела из дальнейшей борьбы. После поражения Йозеф Хикерсбергер 23 июня подал в отставку, а его преемником стал Карел Брюкнер, чья сборная Чехии также потерпела неудачу, не преодолев групповой этап.

## Итоги
|    | Команда  | И | В | Н | П | ГЗ | ГП | +/- | Очки |
| -- | -------- | - | - | - | - | -- | -- | --- | ---- |
| 1. | Хорватия | 3 | 3 | 0 | 0 | 4  | 1  | +3  | 9    |
| 2. | Германия | 3 | 2 | 0 | 1 | 4  | 2  | +2  | 6    |
| 3. | Австрия  | 3 | 0 | 1 | 2 | 1  | 3  | -2  | 1    |
| 4. | Польша   | 3 | 0 | 1 | 2 | 1  | 4  | -3  | 1    |